# Port lotniczy Kampala (Kampala)
Port lotniczy Kampala – nieczynny port lotniczy zlokalizowany w ugandyjskim mieście Kampala.